# Ruta Nacional 22 (Argentina)

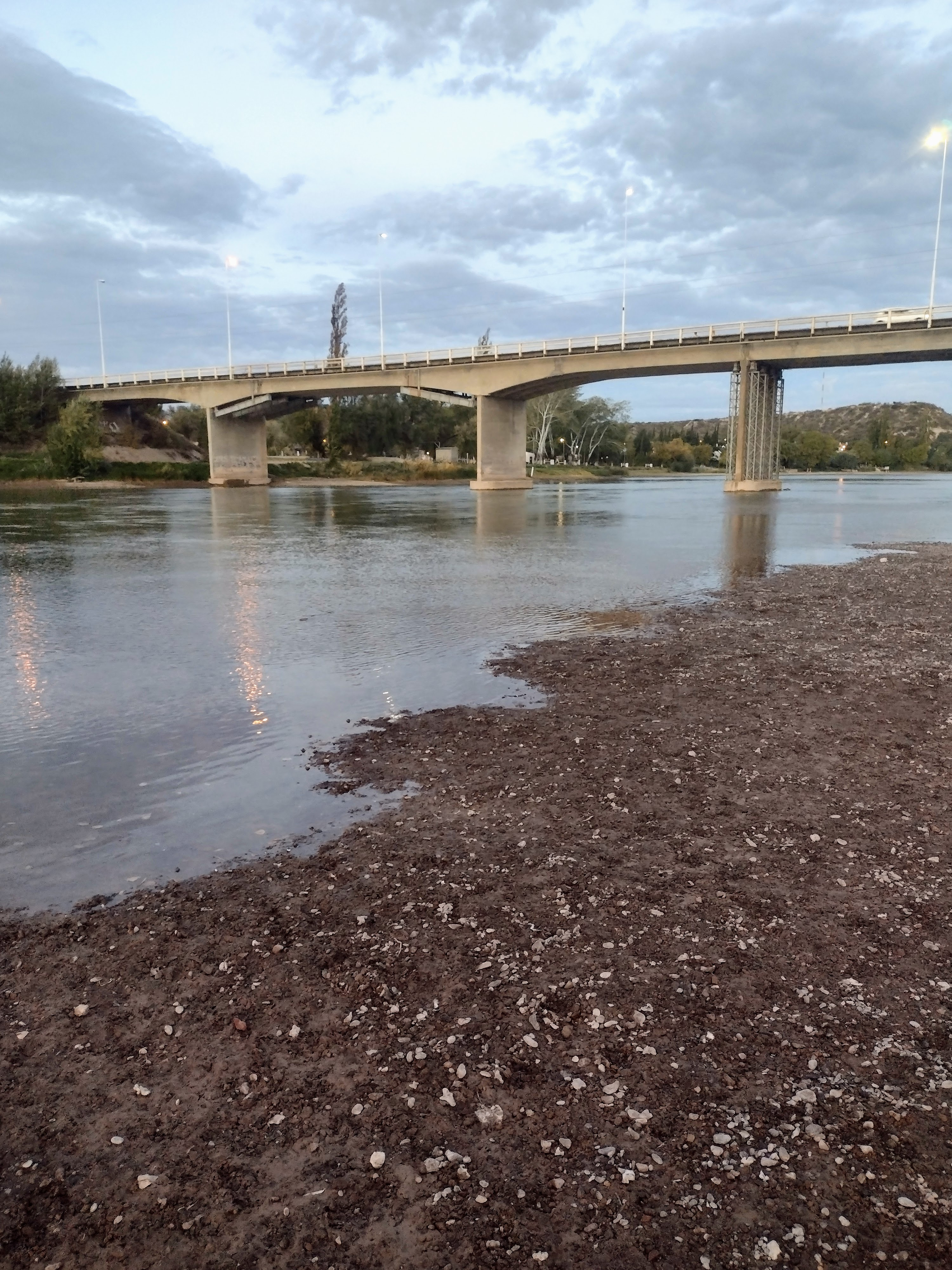
Puente Carretero Ruta 22 visto desde el camping de la ciudad de Río Colorado (R.N)

La Ruta Nacional 22 es una carretera argentina asfaltada, que en sus 685 km de extensión pasa por las provincias de Buenos Aires, La Pampa, Río Negro y Neuquén. Comienza en el empalme con la Ruta Nacional 3, 32 km al oeste de Bahía Blanca y finaliza en el empalme con la Ruta Nacional 40 en la ciudad de Zapala.

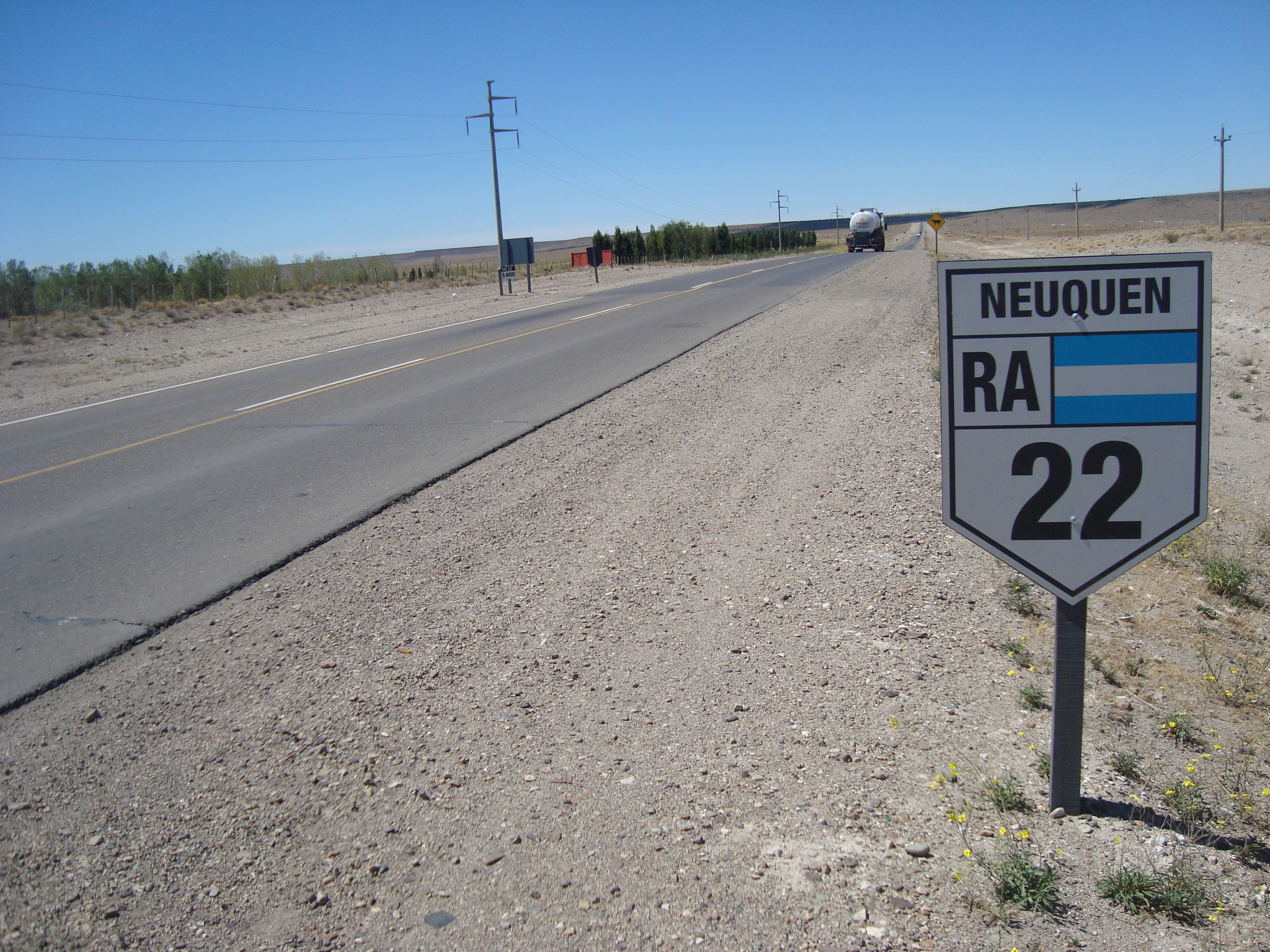
Ruta Nacional 22 en las afueras de Zapala, Provincia del Neuquén

Esta ruta posee dos carriles (uno por mano), con un tercer carril para tránsito pesado en algunos tramos entre la ciudad de Choele Choel y Chichinales. Entre Chichinales y Arroyito, existe el proyecto donde la ruta se transforma en una vía de 2 carriles separados por sentido. El tramo de Chichinales - Cervantes, de 47 kilómetros, se desarrolla como una autovía (ya concluida), mientras que en el tramo Cervantes - Arroyito, de otros 120 kilómetros como una autopista sin cruces a nivel. 
A su paso entre General Fernández Oro y proximidad 
Allen) se pueden transitar en 4 manos. De los restantes 50 kilómetros, entre Allen a Cervantes y entre Fernández Oro y rotonda Cipolletti-Neuquén, 
Recientemente se modificó la traza entre la ciudad de Cipolletti y Senillosa, de manera que la nueva ruta 22 incorporó un trozo de la ex ruta 151 y se vincula con el tercer puente , recorre la zona norte de la ciudad de Neuquén como multitrocha y se une en el paraje China Muerta con su antiguo trazado, evitando el paso por el centro de esta ciudad como establecía su antiguo recorrido. Luego del cruce con la RN237 (en Arroyito), la ruta continúa con dos carriles por sentido hasta Zapala, donde comienza la autovía urbana de dicha ciudad, empalmando con la RN40 que vertebra el país en sentido norte/sur.
En su totalidad, la Ruta Nacional 22 es prácticamente la única manera de conectar una aglomeración urbana que llega a los ochocientos mil habitantes, debido a que no existen otros medios como el ferrocarril de pasajeros, excepto en el corto tramo entre las ciudades vecinas Neuquén y Cipolletti donde funciona el Tren del Valle. 
Antiguamente esta ruta nacional llegaba hasta la frontera con Chile por el Paso de Pino Hachado, pero en 2004 la traza de la ruta en ese tramo pasó a ser la  RN242, acortándola 108 kilómetros.

## Localidades
Las ciudades y pueblos por los que pasa esta ruta de este a oeste son las siguientes (los pueblos con menos de 5000 habitantes figuran en itálica).

### Provincia de Buenos Aires
Recorrido: 74 km (km 719 a 793).
- Partido de Villarino: Médanos (km 733), Nicolás Levalle (km 749) y Juan Cousté (km 769).

### Provincia de La Pampa
Recorrido: 64 km (km 793 a 857).
- Departamento Caleu Caleu: La Adela (km 857).

### Provincia de Río Negro
Recorrido: 360 km (km 857 a 1217).
- Departamento Pichi Mahuida: Río Colorado (km 858).
- Departamento Avellaneda: Choele Choel (km 996), Darwin (km 1008), Coronel Belisle (km 1028), Chimpay (km 1045) y Chelforó (km 1081).
- Departamento General Roca: Chichinales (km 1119), Villa Regina (km 1130-1132), General Enrique Godoy (km 1138), Ingeniero Luis A. Huergo (km 1145), Mainqué (km 1151), Cervantes (km 1159), General Roca (km 1176), Allen (km 1199), General Fernández Oro (km 1206) y Cipolletti (km 1213-1216).

### Provincia del Neuquén
Recorrido: 187 km (km 1217 a 1404)

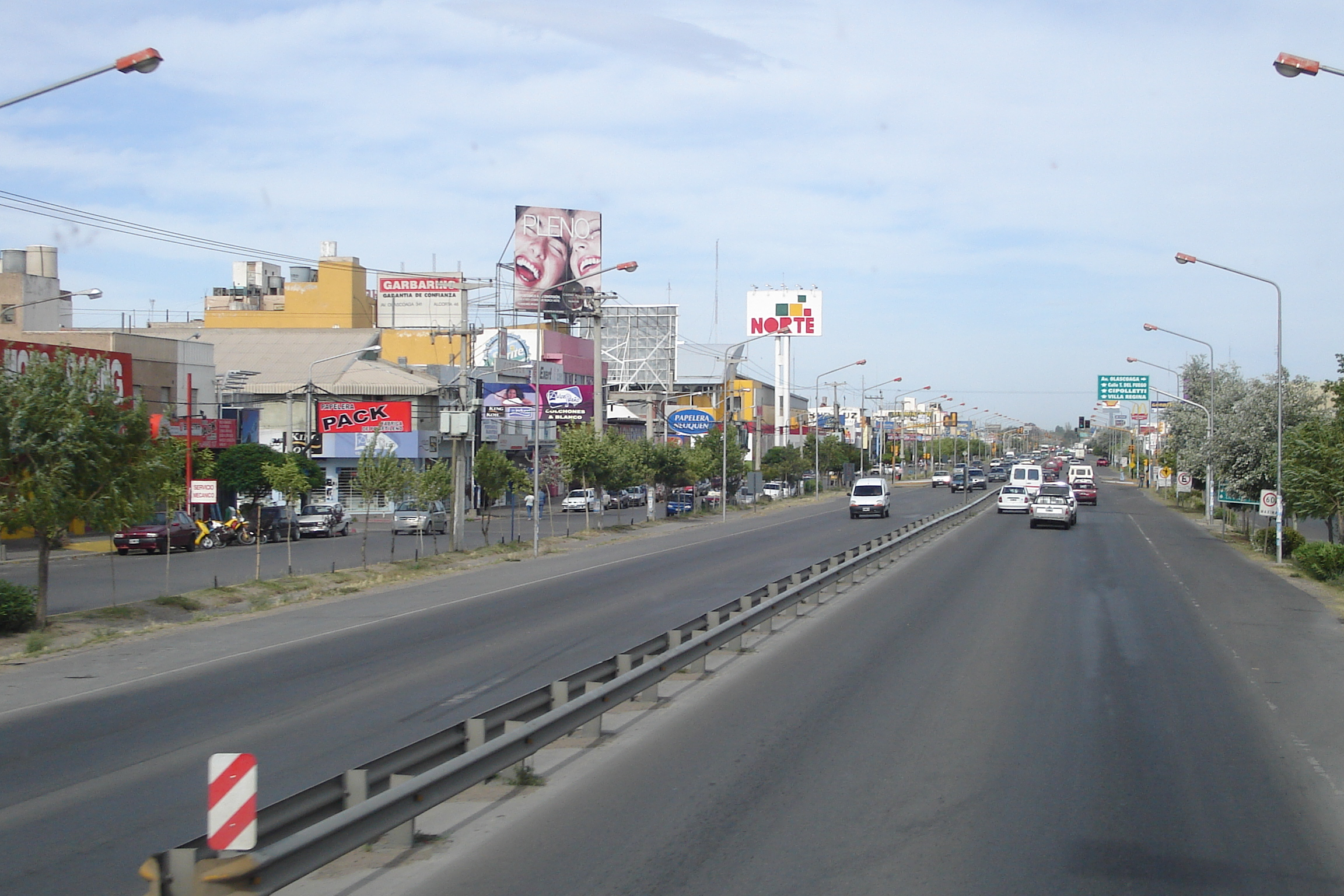
Autovía en la ciudad de Neuquén, por donde pasaba la Ruta Nacional 22.

- Departamento Confluencia: (por el anterior recorrido Neuquén (km 1217-1223), Plottier (km 1234)), Senillosa (km 1253-1255), Arroyito (km 1268), Plaza Huincul (km 1326) y Cutral-Co (km 1327-1329).
- Departamento Zapala: Zapala (km 1402-1404)

## Historia
El 3 de septiembre de 1935 la Dirección Nacional de Vialidad difundió su primer esquema de numeración de rutas nacionales. Al camino general entre Bahía Blanca hasta el límite con Chile por el Paso de Pino Hachado le correspondió la designación Ruta Nacional 22.

Cambio de traza de la Ruta Nacional 22 en la década de 1960.

Para mediados de la década de 1960 el único tramo sin pavimentar de esta carretera en territorio rionegrino era el que se extendía entre Choele Choel y Río Colorado. En vez de utilizar la traza antigua que seguía las vías del Ferrocarril General Roca, se decidió trazar un camino recto entre ambas localidades con lo que la ruta se acortaba 25 km. Una vez inaugurado el nuevo camino en 1967, el camino de ripio antiguo, marcado en verde en el mapa adjunto, fue transferido a la Provincia de Río Negro cambiando su denominación a Ruta Provincial 302 (actualmente Ruta Provincial 57 desde Río Colorado a Fortín Uno y Ruta Provincial 56 desde esa última localidad hasta el empalme con la Ruta 22 en las cercanías de Choele Choel).
En el año 1986 la Dirección Nacional de Vialidad y su par neuquina firmaron un convenio por el que la Nación le transfería la Ruta Nacional 40 desde el paraje Bajada del Agrio hasta Zapala y la provincia le entregaba el camino desde el paraje mencionado hasta Las Lajas, en la intersección con la Ruta Nacional 22. El tramo entre Las Lajas y Zapala era parte de esta última carretera por lo que no fue objeto de transferencia. Este convenio fue ratificado por Ley Provincial 1738 publicada en el Boletín Oficial el 26 de febrero de 1988. A partir de este momento entre Zapala y Las Lajas se superponían las rutas 22 y 40, hasta que la Dirección Nacional de Vialidad cambió la denominación de la carretera al oeste de Las Lajas hasta su finalización en la frontera con Chile a Ruta Nacional 242. De esta manera modificó el extremo occidental de la ruta 22 para ubicarlo en Zapala.
Hubo varios proyectos de ley en el Congreso Nacional para designar con el nombre de Ceferino Namuncurá a la Ruta Nacional 22, tramo Bahía Blanca, provincia de Buenos Aires - Pino Hachado, provincia del Neuquén: uno en 1992, uno en 1993, uno en 1998, dos en 2004 y dos en 2006. Ninguno de estos proyectos se transformó en ley. Finalmente el 2 de noviembre de 2011 el Congreso Nacional sancionó la ley 26706 por el que se designa con este nombre el tramo de la carretera dentro de la provincia de Río Negro. En 2021 comenzaron las obras para ampliar y modernizar la ruta.  A principios de 2022 fue terminado el tramo de la nueva Ruta 22 en Cipolletti, en presencia del titular de Vialidad Nacional Gustavo Casas, sumando a los avances en los otros tramos  paralelos.
En el año 2018, Vialidad Nacional firmó un convenio con la Provincia de Neuquén para transferir la Autovía Norte a la traza de la ruta, y la antigua multitrocha. 

### Puentes
El primer puente que se construyó para esta ruta sobre el Río Colorado, límite natural entre las provincias de Río Negro y La Pampa, es de acero, tiene 114 m, en el centro del mismo: la calzada para el tránsito de vehículos, mide 3 m de ancho, teniendo en ambos lados una vereda para el paso de peatones que en su primitiva construcción fue de madera, con un ancho de 1 m; y apoyado sobre 5 pilares de piedra a la vista. Inaugurado el 25 de mayo de 1909.
En 1962 se construyó el puente actual de hormigón sobre el Río Colorado de 8,4 m de ancho de pavimento y 126,9 m de extensión.
El puente de 464 m de largo sobre el Río Neuquén entre Cipolletti y Neuquén se construyó a partir de mayo de 1935, y se inauguró el 20 de febrero de 1937. Es de hormigón armado y está conformado por 9 arcos sostenidos por ocho pilares y los estribos, el tablero está sostenido por tensores, la calzada tiene 6 metros de ancho y hay dos veredas de 1 metro de ancho con parapetos de un metro de altura. Hasta ese momento sólo se podía cruzar el río con balsas o botes, si bien los peatones cruzaban por el puente ferroviario construido por la empresa Ferrocarril del Sud, que lo terminó en 1902.
La empresa concesionaria Caminos del Valle construyó un segundo puente paralelo al anterior habilitándolo al público en 1997. Este puente nuevo fue construido con vigas de hormigón pretensado. Esta obra permitió cruzar el río con un camino multi-trocha en el que el puente viejo sirve al tránsito hacia Río Negro y el nuevo, hacia Neuquén.
Durante los primeros años del gobierno de Cristina Kirchner, comenzó la obra de un tercer puente (a 4 km de los puentes carreteros antes mencionados), para definir la circunval del camino que une la Ruta Nacional 151 y la Circunvalación de Cipolletti, con la Autovía Norte. Esta obra denominada "Variante Ruta Nacional 22" (Hasta 2018) permitió descongestionar el tráfico entre ambas provincias, ya que la multitrocha quedaba colapsada en horarios pico.
En 2021 fueron construidos y habilitados los nuevos puentes entre Godoy y Cervantes de cuatro carriles en dos tercios del tramo Fernández Oro-Cipolletti.

### Concesiones
En octubre de 1997, Vialidad Nacional inició un convenio con la concesionaria Caminos del Valle S.A, para el mantenimiento del Corredor Vial 29, que incluía la Ruta Nacional 22, la Ruta Nacional 151 y la Circunvalación de Cipolletti.
Allí la.empresa privada levantó el peaje "Los Milicos", en el kilómetro 1216 (Cipolletti); y allí también asentó sus oficinas centrales.
El cobro de peaje continuaría hasta el año 2013, cuando Vialidad Nacional rescindió el contrato con la empresa, que concluía ese año. Ese mismo año, se firmó un  nuevo convenio con la concesionaria CV1, para el mantenimiento de las mismas rutas. 
Desde entonces, las rutas quedaron a cargo del organismo  de Vialidad Nacional.